# Apalonia alboterminalis
Apalonia alboterminalis (лат.) — вид жуков-стафилинид рода Apalonia из подсемейства Aleocharinae. Французская Гвиана.

## Описание
Мелкие коротконадкрылые жуки. Длина тела 1,9 мм. Блестящее красновато-коричневое тело. Этимология: название нового вида напоминает белый цвет последнего антенномера. Усики чёрные, с двумя базальными антенномерами и основанием третьего жёлто-красноватого, одиннадцатого грязно-белого цвета; второй антенномер короче первого, третий короче второго, четвертый и пятый длиннее своей ширины, шестой равен ширине, от седьмого до десятого поперечного. Ноги жёлтые, с красновато-коричневыми пятнами на средней и задней поверхности бедра. Глаза при виде сверху короче заглазничной области.  Формула лапок 4-5-5. Голова с отчетливой шеей. Максиллярные щупики состоят из 4 члеников, а лабиальные щупики из 3 сегментов.
Вид был впервые описан в 2015 году итальянским энтомологом Роберто Пейсом (Roberto Pace; 1935—2017) по материалам из Южной Америки (Французская Гвиана).